# Peter Reichenwallner
Peter Reichenwallner es un deportista alemán que compitió para la RFA en luge. Ganó una medalla de bronce en el Campeonato Europeo de Luge de 1972, en la prueba doble.

## Palmarés internacional
| Campeonato Europeo | Campeonato Europeo | Campeonato Europeo | Campeonato Europeo |
| Año                | Lugar              | Medalla            | Prueba             |
| ------------------ | ------------------ | ------------------ | ------------------ |
| 1972               | Königssee (RFA)    | Medalla de bronce  | Doble              |